# Belinda Wright
Belinda Wright, född den 16 september 1980 i Newcastle, New South Wales, är en australisk softbollspelare.
Hon tog OS-brons vid de olympiska softboll-turneringarna vid olympiska sommarspelen 2008 i Peking.